# Póti Krisztián
Póti Krisztián (Budapest, 1988. május 28. –) magyar labdarúgó. A Ceglédi VSE játékosa.

## Pályafutása
Élvonalban a Kecskemétben mutatkozott be.
Első NB1-es gólját, a Paks elleni mérkőzésen szerezte.